# 小島信一
小島 信一（こじま しんいち、1924年1月3日 - ）は、日本の詩人、文芸評論家。
東京出身。中央大学卒。佐藤春夫に師事。1954年からエッソ・スタンダード石油に11年間勤務。万葉集を現代詩化した『万葉集―運命の歌』で1971年芸術選奨新人賞受賞。

## 著書
- 事件 世代社 1960
- カフカ論・他 美の修道僧たち 現幻社 1966
- 万葉集 運命の歌 新人物往来社 1970
- 女王国家 ヒミコと聖徳太子 新人物往来社 1971
- シャーマン誕生 文明の転生を求めて 伝統と現代社 1973
- 天皇系図 謎の産鉄呪術集団 新人物往来社 1974
- 浮き舟の行く方 エッセイ集 古川書房 1987.11
- 日本のシャーマン 八幡書店 1989.5